# Liste der Nummer-eins-Hits in Finnland (1968)
Dies ist eine Liste der Nummer-eins-Hits in Finnland im Jahr 1968. Sie basiert auf den offiziellen Single Top und den Album Top, die im Auftrag von Musiikkituottajat, der finnischen Landesgruppe der IFPI, erstellt werden.

## Singles
| | Liste der Nummer-eins-Hits in Finnland | Liste der Nummer-eins-Hits in Finnland | Liste der Nummer-eins-Hits in Finnland | 1969 →                    |
| \| Zeitraum \| Wo. ges. \| Interpret \| Titel Autor(en) \| Zusätzliche Informationen \| \| (Zeitraum, Wochen auf Platz eins, Interpret, Titel, Autor[en], zusätzliche Informationen) \| \| \| \| \| \| ----------------------------------------------------------------------------------------- \| -------- \| -------------- \| -------------------------------- \| ------------------------- \| \| Oktober 1967 – Januar 1968 4 Monate \| 4 \| Irwin Goodman \| Ryysyranta \| – \| \| Februar 1968 1 Monat \| 1 \| Danny \| Rebecca \| – \| \| März 1968 1 Monat \| 1 \| Simo Salminen \| Pornolaulu \| – \| \| April 1968 1 Monat \| 1 \| Tom Jones \| Delilah Les Reed, Barry Mason \| – \| \| Mai 1968 – Juni 1968 2 Monate \| 2 \| Tapani Kansa \| Delilah \| – \| \| Juli 1968 1 Monat \| 1 \| Eero Raittinen \| Vanha holvikirkko \| – \| \| August 1968 – September 1968 2 Monate \| 2 \| Fredi \| Milloinkaan en löydä samanlaista \| – \| \| Oktober 1968 1 Monat \| 1 \| Kai Hyttinen \| Käymään vain \| – \| \| November 1968 – Dezember 1968 2 Monate \| 2 \| Päivi Paunu \| Oi niitä aikoja \| – \| |                                        |                                        |                                        |                           |
| |                                        |                                        |                                        | → 1969 →                  |
| Zeitraum | Wo. ges.                               | Interpret                              | Titel Autor(en)                        | Zusätzliche Informationen |
| (Zeitraum, Wochen auf Platz eins, Interpret, Titel, Autor[en], zusätzliche Informationen) |                                        |                                        |                                        |                           |
| Oktober 1967 – Januar 1968 4 Monate | 4                                      | Irwin Goodman                          | Ryysyranta                             | –                         |
| Februar 1968 1 Monat | 1                                      | Danny                                  | Rebecca                                | –                         |
| März 1968 1 Monat | 1                                      | Simo Salminen                          | Pornolaulu                             | –                         |
| April 1968 1 Monat | 1                                      | Tom Jones                              | Delilah Les Reed, Barry Mason          | –                         |
| Mai 1968 – Juni 1968 2 Monate | 2                                      | Tapani Kansa                           | Delilah                                | –                         |
| Juli 1968 1 Monat | 1                                      | Eero Raittinen                         | Vanha holvikirkko                      | –                         |
| August 1968 – September 1968 2 Monate | 2                                      | Fredi                                  | Milloinkaan en löydä samanlaista       | –                         |
| Oktober 1968 1 Monat | 1                                      | Kai Hyttinen                           | Käymään vain                           | –                         |
| November 1968 – Dezember 1968 2 Monate | 2                                      | Päivi Paunu                            | Oi niitä aikoja                        | –                         |

## Alben
| | Liste der Nummer-eins-Hits in Finnland | Liste der Nummer-eins-Hits in Finnland | Liste der Nummer-eins-Hits in Finnland | 1969 →                    |
| \| Zeitraum \| Wo. ges. \| Interpret \| Titel \| Zusätzliche Informationen \| \| (Zeitraum, Wochen auf Platz eins, Interpret, Titel, zusätzliche Informationen) \| \| \| \| \| \| ------------------------------------------------------------------------------ \| -------- \| ------------- \| ------------------------- \| ------------------------- \| \| Januar 1968 – Mai 1968 5 Monate \| 5 \| Tom Jones \| 13 Smash Hits \| – \| \| Juni 1968 – Juli 1968 2 Monate \| 2 \| Irwin Goodman \| Reteesti vaan \| – \| \| August 1968 – September 1968 2 Monate \| 2 \| Tom Jones \| Delilah \| – \| \| Oktober 1968 – November 1968 2 Monate \| 2 \| Danny \| Danny \| – \| \| Dezember 1968 – Januar 1969 2 Monate \| 2 \| The Beatles \| The Beatles (White Album) \| – \| |                                        |                                        |                                        |                           |
| |                                        |                                        |                                        | → 1969 →                  |
| Zeitraum | Wo. ges.                               | Interpret                              | Titel                                  | Zusätzliche Informationen |
| (Zeitraum, Wochen auf Platz eins, Interpret, Titel, zusätzliche Informationen) |                                        |                                        |                                        |                           |
| Januar 1968 – Mai 1968 5 Monate | 5                                      | Tom Jones                              | 13 Smash Hits                          | –                         |
| Juni 1968 – Juli 1968 2 Monate | 2                                      | Irwin Goodman                          | Reteesti vaan                          | –                         |
| August 1968 – September 1968 2 Monate | 2                                      | Tom Jones                              | Delilah                                | –                         |
| Oktober 1968 – November 1968 2 Monate | 2                                      | Danny                                  | Danny                                  | –                         |
| Dezember 1968 – Januar 1969 2 Monate | 2                                      | The Beatles                            | The Beatles (White Album)              | –                         |

Siehe auch: Nummer-eins-Hits 1968 in  Australien, Belgien, Deutschland, Frankreich, Irland, Italien, Japan, Neuseeland, den Niederlanden, Norwegen, Österreich, der Schweiz, Spanien, den Vereinigten Staaten und im Vereinigten Königreich.